# 横川良助
横川 良助（よこかわ りょうすけ、安永3年（1774年） - 安政4年12月23日（1858年2月6日））は、郷土史家、和算家（数学者）である。名は直胤。
盛岡大慈寺住職の恵観の知遇を得て寄寓し、多くの藩史記載を著し、また、関流数学者として著名であった。

## 著作
- 藩史関連「内史畧」、「見聞随筆」、「飢饉考」
- 数学書「五済算法」、「算法補間」、「累載招差法」、「羽学算叢」
- 大慈寺歴代記録

## 参考資料
- 太田俊穂『南部藩記－「内史畧」の世界』大和書房、1975年4月5日。
- 藩家臣人名事典編纂委員会『三百藩家臣人名事典』新人物往来社、1987年12月20日。ISBN 4-404-01471-6。